# Latisha Chan
Latisha Chan, tidl. kendt under sit kinesiske navn, Chan Yung-jan (født 17. august 1989 i Dongshih, Taiwan) er en kvindelig professionel tennisspiller.
Chan har spillet to Grand Slam-finaler, begge i double sammen med Chuang Chia-jung. I Australian Open 2007 tabte de til Cara Black fra Zimbabwe og Liezel Huber fra Sydafrika med 6-4, 6-7, 6-1. I US Open samme år tabte de finalen med 6-4, 6-2 til doubleparret Nathalie Dechy og Dinara Safina fra henholdsvis Frankrig og Rusland.